# Johannes Hancke
Johannes Hancke SJ (auch Jan Hancke; Joannes Hancke; * 2. Februar 1644 in Neisse; † 24. August 1713 in Brünn) war ein Professor für Theologie und Mathematik, die zu seinen Lebzeiten auch das Gebiet der Physik und der Astronomie umfasste. Zudem gehörte er dem Jesuitenorden an.

## Leben
Johannes Hancke trat 1664 in den Jesuitenorden ein. Nach dem Noviziat in Brünn studierte er von 1670 bis 1674 Theologie an den jesuitischen Universitäten in Breslau und Prag. 1676 gab er die von Vitus Scheffer vorgelegten Theses Mathematicae heraus, die im Clementinum gedruckt wurden. Von 1674 bis 1677 lehrte er Mathematik in Prag. Anschließend unterrichtete er an der Jesuitenhochschule Olmütz Mathematik und Moraltheologie. Nach einigen Jahren an der Universität Breslau war er von 1686 bis 1694 Professor für Mathematik und Moraltheologie in Prag. 1703/1704 lehrte er wiederum in Olmütz, wo er 1704 Dekan der Theologischen Fakultät war. Seine letzten Lebensjahre verbrachte er in den Kollegien in Komotau, Olmütz, Liegnitz und Brünn.

## Werke
- Positiones ex universa theologie scholastice. 1672
- Genesis montium propositionibus physico-mathematici illustrata. 1680
- Tenebrae summatim illustratae sive doctrina eclipsium … Christophorus Küchler, Mainz 1682[2]
- Praedictio astronomica solaris deliquii ad annum 1684. 12. Julii, 1683
- Horologium nocturnum magneticum. 1683
- gemeinsam mit Kaspar Neumann: Exercitatio catoptrica de idolo speculi. Baumann, Breslau 1685[3]
- Litera de cogitata et Romae agitata reformatione calendarii Gregoriani. 1702